# Praia do Tombo
Praia do Tombo é uma praia do município brasileiro de Guarujá. Localiza-se no bairro de Jardim Las Palmas, entre a Praia do Guaiúba e a Praia das Astúrias. Em 2023, foi eleita pela 14.ª vez consecutiva uma das melhores praias do mundo pela organização não-governamental dinamarquesa Foundation for Environmental Education, que concedeu-lhe a Bandeira Azul, tornando o município como o recordista em certificações na América do Sul.

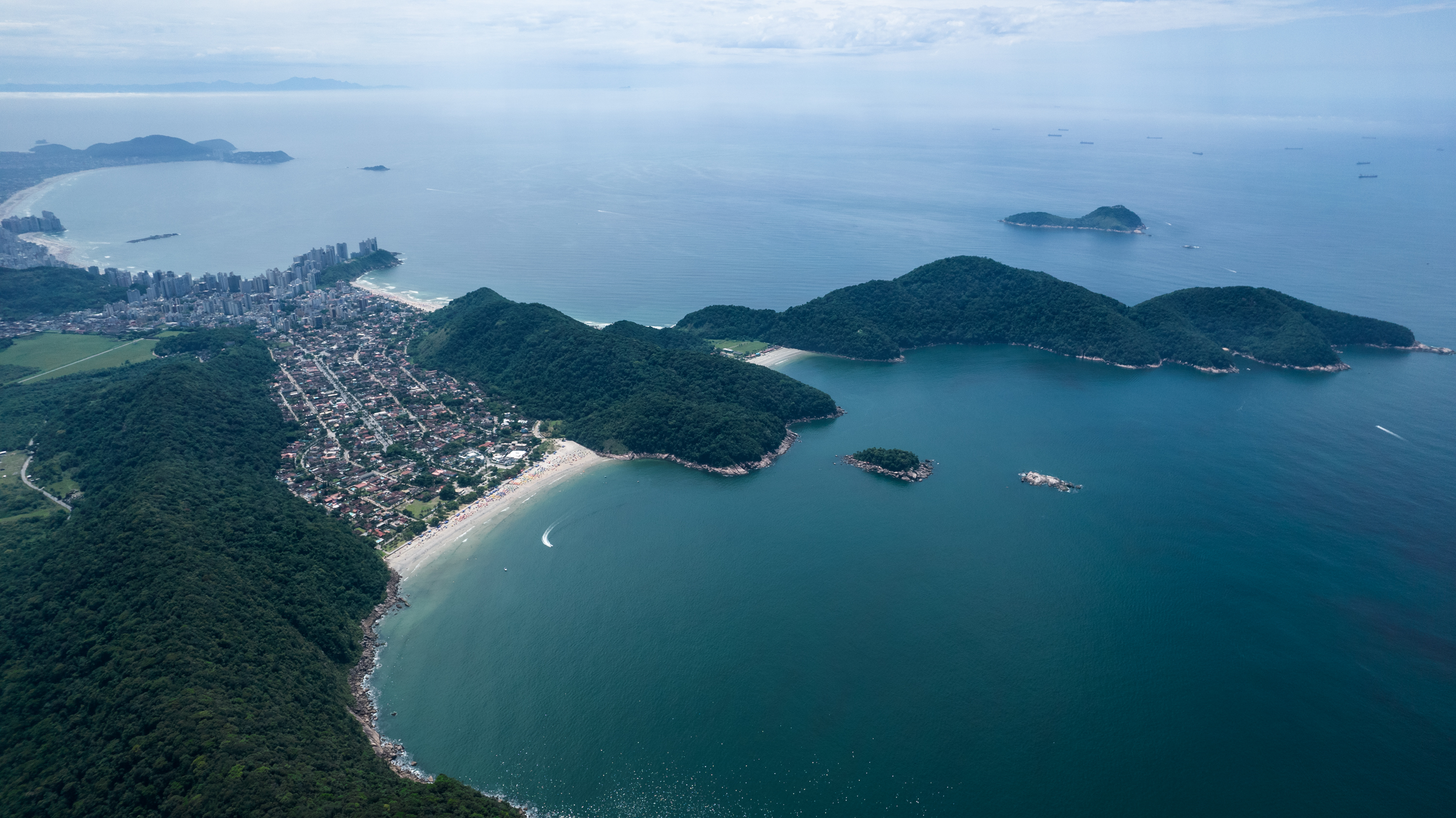
Praia do Tombo e Praia do Guaiuba vistas de cima

A praia tem aproximadamente 900 metros de extensão e conta com 5 quiosques para refeições, mar relativamente bravo e vários "buracos" fazem ser a praia preferida dos surfistas da região. Vizinha da Praia das Astúrias, fica longe do burburinho da cidade. Com ótima infraestrutura e balneabilidade, a praia do tombo devido sua formação geológica possui fortes ondas, o que atrai inúmeros praticantes de surf, além de ser palco de diversos campeonatos de surfing nacional e internacional.